# ديوان التونسيين بالخارج
ديوان التونسيين بالخارج مؤسسة حكومية تونسية محدثة في جوان 1988 ومكلفة بتزويد الحكومة بالمعطيات اللازمة لضبط وتنفيذ سياسة تأطير ورعاية التونسيين بالخارج.

## المهام
1. القيام بتطوير وتنفيذ برامج تأطير التونسيين المقيمين بالخارج،
2. ضبط وتنفيذ برامج تأطير للرعاية الاجتماعية لفائدة التونسيين بالخارج ولفائدة عائلاتهم في بلدان الإقامة أو في تونس،
3. وضع وتنفيذ كل برنامج ثقافي ينمي ويدعم تعلق أبناء التونسيين المقيمين بالخارج بوطنهم،
4. تسهيل عملية إدماج التونسيين العائدين من المهجر في الاقتصاد الوطني،
5. وضع نظام إعلام وتبليغ مستمر لفائدة التونسيين المقيمين بالخارج ومتابعته.[1]

## وصلات خارجية
- الموقع الرسمي لديوان التونسيين بالخارج